# Hyphydrus circumflexus
Hyphydrus circumflexus är en skalbaggsart som beskrevs av Johann Christoph Friedrich Klug 1853. Hyphydrus circumflexus ingår i släktet Hyphydrus och familjen dykare. Inga underarter finns listade i Catalogue of Life.